# LGBT práva v Džibutsku

Duhová mapa Džibutska

Lesby, gayové, bisexuálové a transgender lidé (LGBT) se v Džibutsku mohou setkávat s právními komplikacemi neznámými pro většinové obyvatelstvo.

## Zákony týkající se stejnopohlavní aktivity
Stejnopohlavní sexuální aktivita je v Džibutsku legální.

## Shrnutí
Zpráva Ministerstva zahraničí Spojených států amerických, oddělení lidských práv, z r. 2010:´
| „ | Nebyly zaznamenány žádné případy násilí nebo diskriminace osob jiné sexuální orientace. Ve společnosti je téma homosexuality tabu a nikdo ze zdejších obyvatel se k ní veřejně nehlásí." | “ |

## Životní podmínky
| Legální stejnopohlavní styk                                          | (Nikdy nebyl trestán) |
| Stejný věk legální způsobilosti k pohlavnímu styku pro obě orientace | (Vždy stejný)         |
| Anti-diskriminační legislativa ohledně projevů nenávisti a násilí    | No                    |
| Anti-diskriminační zákony v zaměstnání                               | No                    |
| Anti-diskriminační zákony v přístupu ke zboží a službám              | No                    |
| Stejnopohlavní manželství                                            | No                    |
| Jiná forma stejnopohlavního soužití                                  | No                    |
| Adopce dítěte partnera                                               | No                    |
| Společná adopce stejnopohlavními páry                                | No                    |
| Gayové a lesby mohou otevřeně sloužit v armádě                       |                       |
| Možnost změny pohlaví                                                |                       |
| Přístup k umělému oplodnění pro lesbické ženy                        | No                    |
| Náhradní mateřství pro gay páry                                      | No                    |
| MSM smějí darovat krev                                               | No                    |